# Luka (Česká Lípa-i járás)
Luka település Csehországban, Česká Lípa-i járásban. Luka Ždírec, Okna, Doksy és Blatce településekkel határos. Lakosainak száma 97 fő (2024. január 1.).

## Népesség
A település lakosságának változását az alábbi diagram mutatja:
| Lakosok száma | 240  | 249  | 180  | 178  | 114  | 100  | 99   | 86   | 100  | 97   |
|               | 1869 | 1890 | 1921 | 1950 | 1980 | 2001 | 2017 | 2019 | 2022 | 2024 |